# Облако, озеро, башня
«Облако, озеро, башня» — рассказ Владимира Набокова, написанный на русском языке в конце июня — начале июля 1937 года во время проживания в Мариенбаде на вилле Буш. Впервые опубликован в журнале «Русские записки» № 2 в ноябре 1937. Рассказ вошёл в сборник «Весна в Фиальте», опубликованный после войны в Издательстве имени Чехова.

## Сюжет
Русский эмигрант, живущий в Берлине, вынужден присоединиться к увеселительной поездке за город. В пути руководитель группы постоянно принуждает его участвовать в увеселениях и развлечениях, наполненных пошлостью и мещанским юмором. Герой всеми силами старается противостоять их давлению, однако у него не хватает для этого душевных сил. «Увеселительная прогулка» становится невыносимой. Он решает остаться в случайно увиденном живописном месте, но попутчики силой и издевательствами заставляют его возвращаться с ними в Берлин и по пути в поезде начинают его избивать.
По возвращении герой просит у автора (который является начальником рассказчика) отпустить его, так как «сил больше нет быть человеком». Автор соглашается: «Я его отпустил, разумеется».

### Интерпретация сюжета
Рассказ имеет отчётливую антитоталитарную направленность. Его сюжет выстраивается вокруг конфликта эстетически одарённого чувствительного одиночки и грубого, пошлого коллектива, насилием принуждающего этого одиночку «быть как все». «Облако, озеро, башня» — пейзаж, который наблюдает герой рассказа, можно прочитать как символ уединённой независимой жизни, которой он оказывается лишён.
Помимо сатиры на немецкое общество, достаётся и Тютчеву за неблагозвучное сочетание: «Мы слизь. Речённая есть ложь» (на самом деле «Мысль изречённая есть ложь»).